# Moros intrepidus

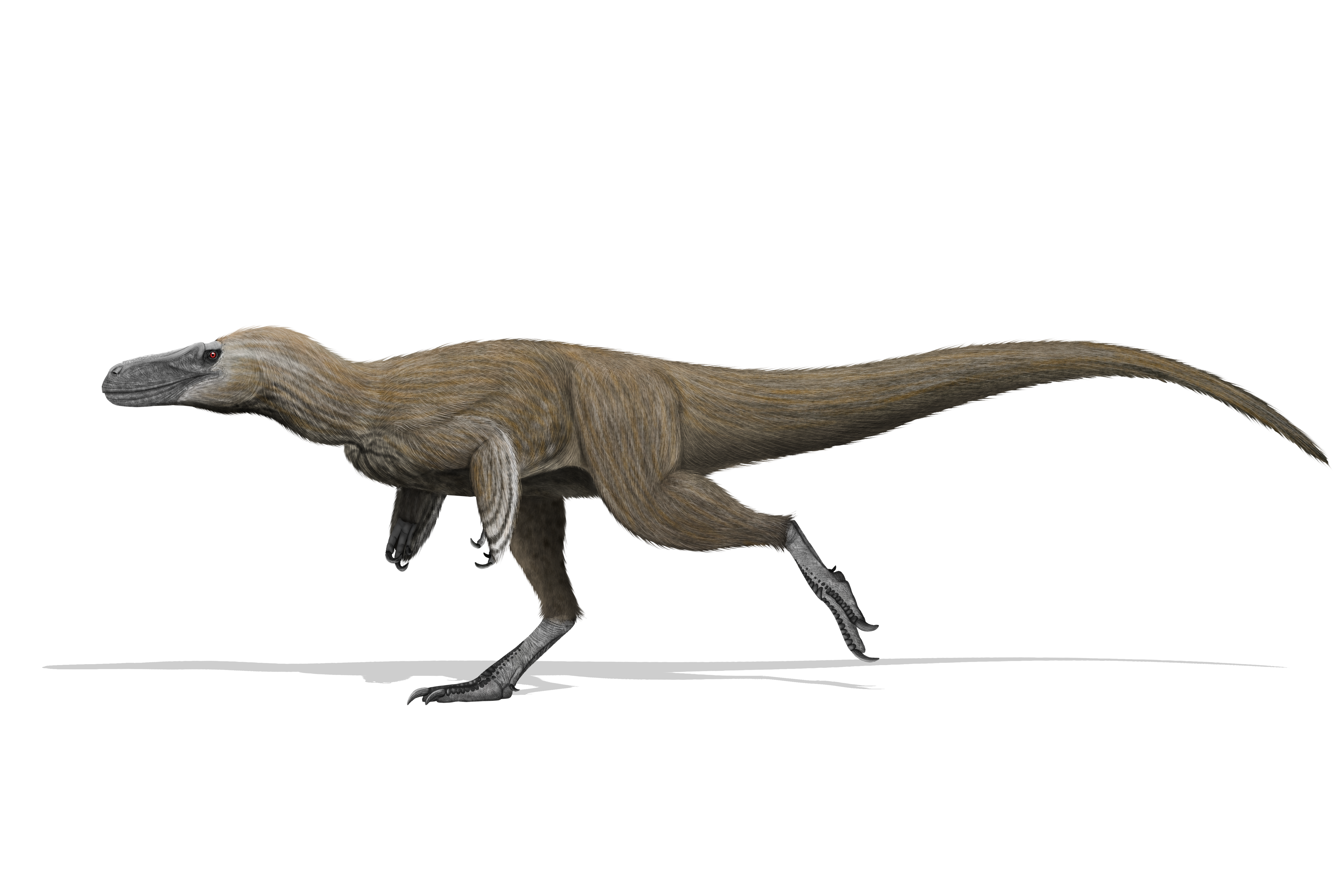
Restoration in life of Moros intrepidus

Moros intrepidus es la única especie conocida del género extinto Moros (del griego "condenación inminente") de dinosaurio terópodo tiranosauroideo, que vivió a mediados del período Cretácico, durante el Cenomaniense, hace aproximadamente 96,4 millones de años, en lo que es hoy Norteamérica.

## Descripción

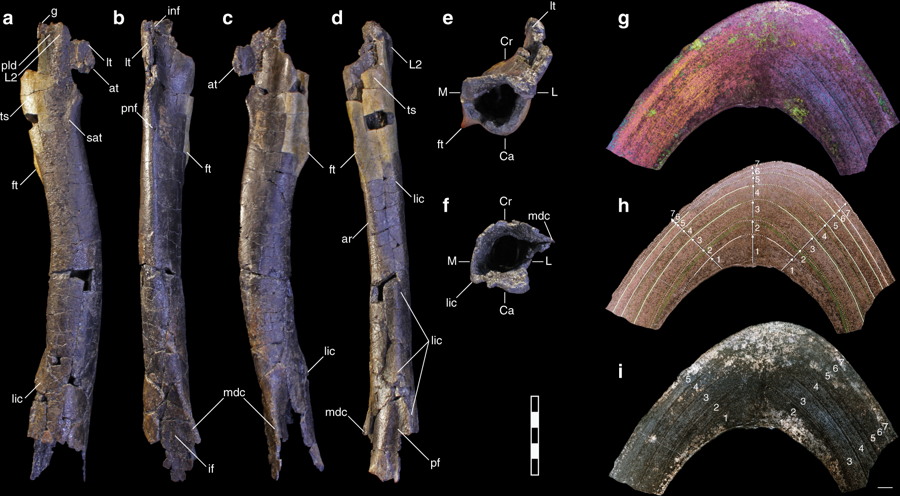
Fémur derecho en varias vistas.

Moros era un tiranosauroideo de tamaño pequeño y cursorial, con un peso estimado en cerca de 78 kilogramos.  Los huesos del pie de Moros eran extremadamente delgados, y se encontró que las proporciones metatarsianas eran más similares a lo ornitomimidos que a otros tirannosauroides del Cretácico tardío.

## Descubrimiento e investigación
Solo se conoce a una especie, Moros intrepidus. El nombre del género se deriva del griego Moros, una personificación de la condenación inminente, en referencia a que representa el establecimiento del linaje de los tiranosauroideos en América del Norte. El nombre de la especie se deriva del latín intrepidus, "intrépido", evocando la hipótesis de la dispersión de los tiranosauroideos a través de Norteamérica siguiendo a la aparición de Moros.

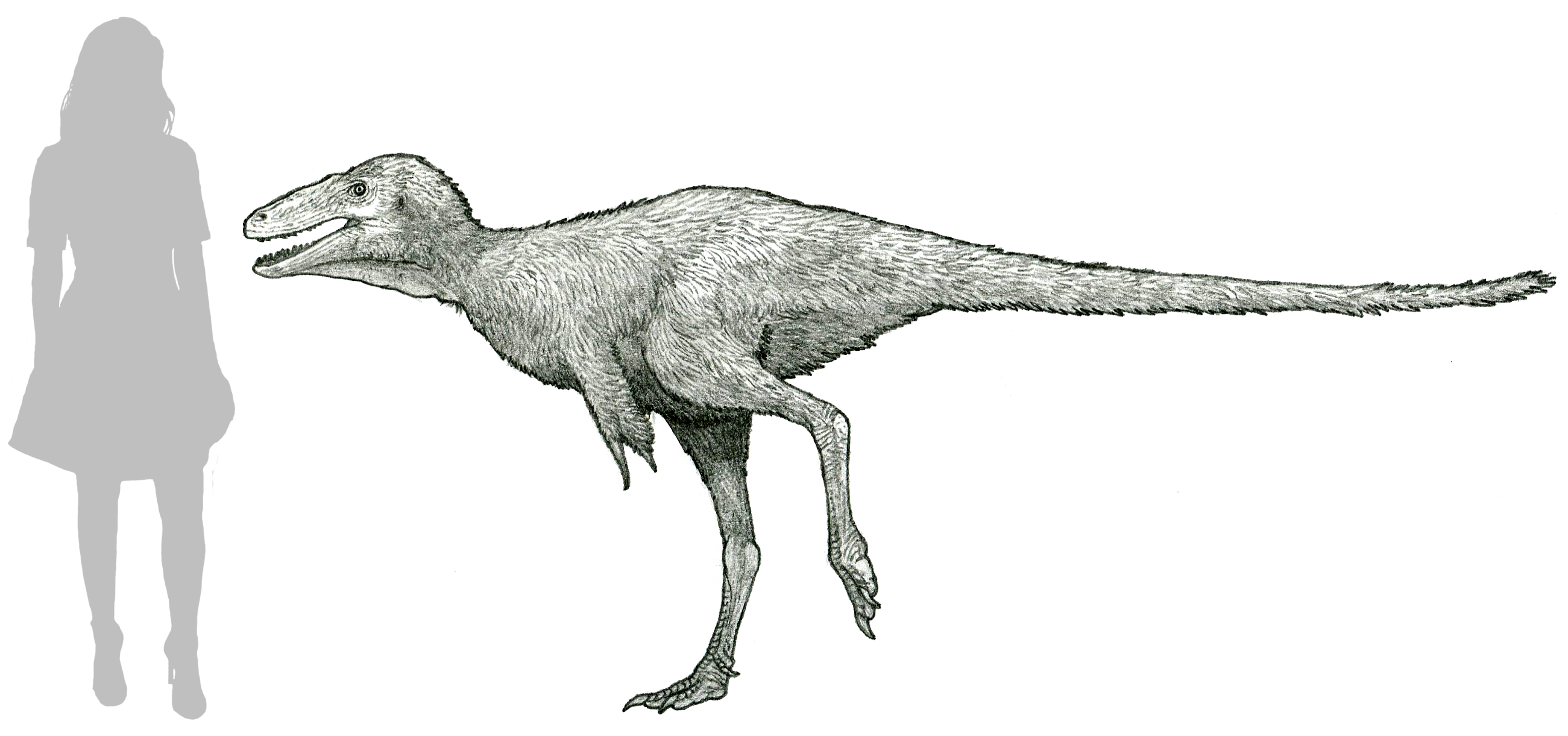
Reconstrucción en vida comparado con la altura de un humano promedio

Moros fue hallado por primera vez en 2013 en la Formación Cedar Mountain localizada en Utah, en los Estados Unidos. Moros se descubrió por primera vez en el sitio Stormy Theropod ubicado en el condado de Emery en el estado estadounidense de Utah. Los paleontólogos habían estado investigando el área durante diez años cuando en 2013 Lindsay Zanno vio huesos de las extremidades sobresaliendo de una ladera , lo que provocó la excavación. Los huesos fueron descritos como una nueva especie en febrero de 2019 por Lindsay E. Zanno, Ryan T. Tucker, Aurore Canoville, Haviv M. Avrahami, Terry A. Gates y Peter J. Makovicky.
El holotipo , NCSM 33392 , se encontró en el miembro Mussentuchit inferior de la Formación Cedar Mountain que data del Cenomaniense. La capa tiene una edad máxima de 96,4 millones de años. El holotipo consiste en una extremidad posterior derecha. Contiene el fémur, la espinilla, el segundo y cuarto metatarsianos y la tercera y cuarta falange del cuarto dedo del pie. Las líneas de crecimiento detenido indican que representa a un individuo subadulto de seis o siete años, que se acerca a su tamaño máximo. Además, dos dientes premaxilares fueron referidos a la especie, especímenes NCSM 33393 y NCSM 33276. Moros representa además el más antiguo material diagnóstico de un tiranosauroideo del Cretácico de Norteamérica por un margen de unos 15 millones de años con respecto a los hallazgos más antiguos conocidos anteriormente.

## Clasificación
En sus análisis filogenéticos, Zanno y sus colegas en 2019 recuperaron a Moros como un pantyranosaurio basal junto con taxones asiáticos de mediados del Cretácico como Xiongguanlong y Timurlengia. Esta afinidad filogenética con los tiranosauroides basales asiáticos sugiere que Moros fue parte de un intercambio transcontinental entre las biotas de Asia y América del Norte durante el Cretácico medio que está bien documentado en otros taxones.